# Kobarid
Kobarid (IPA: [kɔbaˈriːt], olaszul Caporetto IPA: [kapoˈretto], németül Karfreit IPA: [ˈkaːɐfʁaet])  Észak-Szlovéniában, a Júliai-Alpok lábánál fekvő, az Isonzó felső folyásásánál lévő város, és az azonos nevű község központja, közel az olasz-szlovén határhoz. A város két völgy találkozásánál fekszik: az Isonzó (szlovénül Soča) és a Nadiža folyó mély szurdokvölgyben találkozik egymással a város határában.

## A község (járás) települései
A községben (járásban) 33 település található:
Avsa, Borjana, Breginj, Drežnica, Drežniške Ravne, Homec, Idrsko, Jevšček, Jezerca, Kobarid, Koseč, Kred, Krn, Ladra, Libušnje, Livek, Livške Ravne, Logje, Magozd, Mlinsko, Perati, Podbela, Potoki, Robidišče, Robič, Sedlo, Smast, Stanovišče, Staro selo, Sužid, Svino, Trnovo ob Soči és Vrsno.

## A város története
Kobarid a Hallstatti kultúra idején már lakott hely volt. Később a Római Birodalomban egy fontos megállópont volt az Aquileia és Noricum közti kereskedelmi útvonalon. A középkorban a település a cividalei káptalanhoz tartozott. A középkorban gyakoriak voltak a török portyázások a régióban, mely a Habsburg Birodalom része volt. 1688-ban tűzvész pusztította el a kisvárost.
Bonaparte tábornok az Ausztriával vívott háborújának idején Caporettón vonult keresztül, a közeli Isonzó folyón átívelő híd őrzi továbbra is a francia császár emlékét. Az első világháború idején Kobarid, az akkori Caporetto az olasz frontszakasz egyik stratégiai pontja volt, innen indult 1917-ben a sikeres caporettói áttörés, amely az olasz front legnagyobb csatája volt. Az áldozatok emlékére a városban emelkedő Szent Antal-dombon az olaszok egy emlékművet építettek, melynek impozáns alakja messzire ellátszik a völgyben.

## Napjainkban
A város központjában áll a kobaridi I. világháborús múzeum, melynek kiállítási anyagában több I. világháborús dokumentum, korabeli fegyver, fénykép és makettek találhatók. A város nagyrészt a turizmusból él, kiváló kiindulási pont a horgászat, vadászat, vadvízi evezés és a túrázás számára. A közelben fekszik a Krn, Stol és Matajur hegy, valamint a Triglav Nemzeti Park is.

## Képek

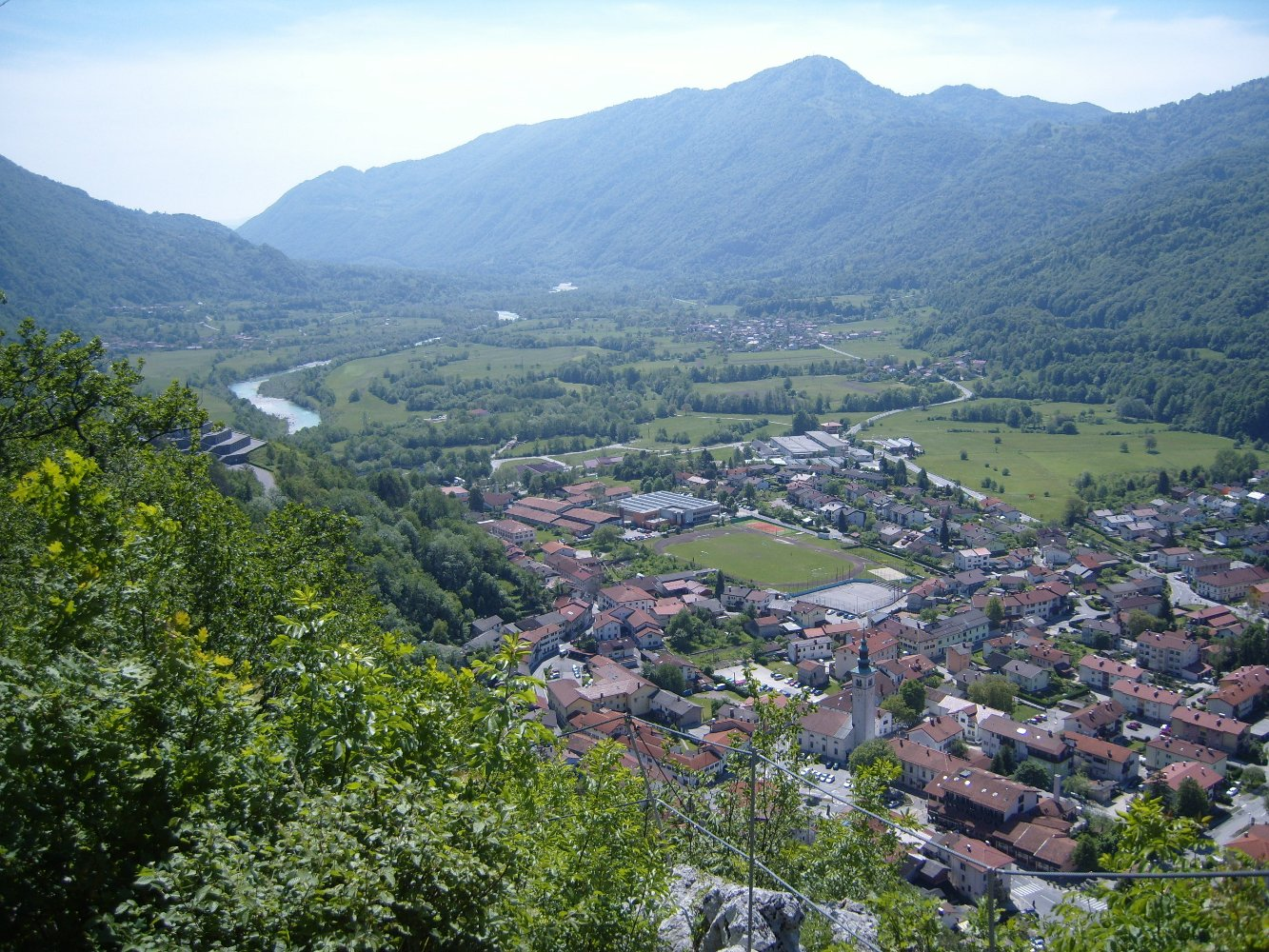
Kobarid
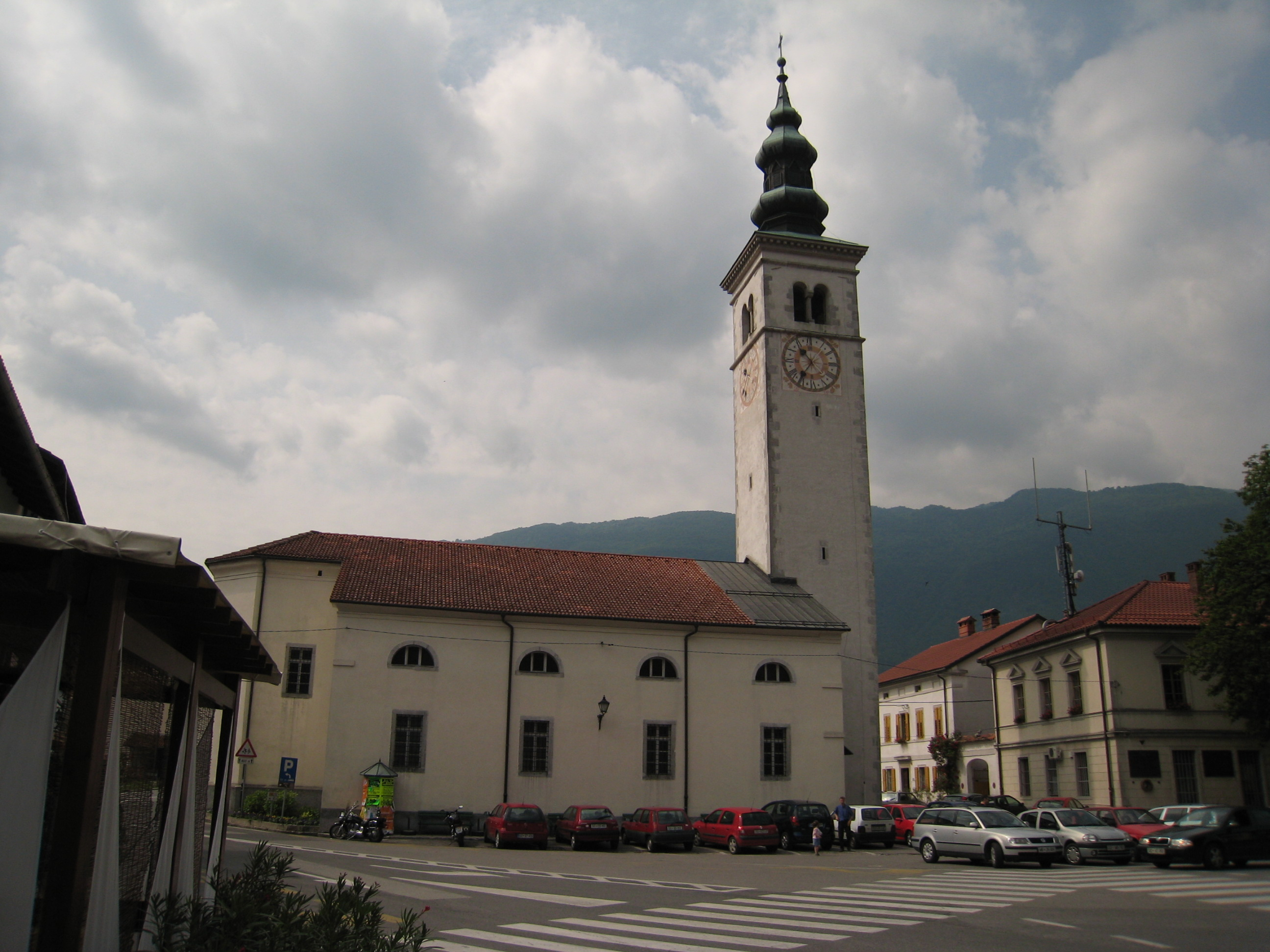
A Mennybemenetel-templom a Szabadság téren
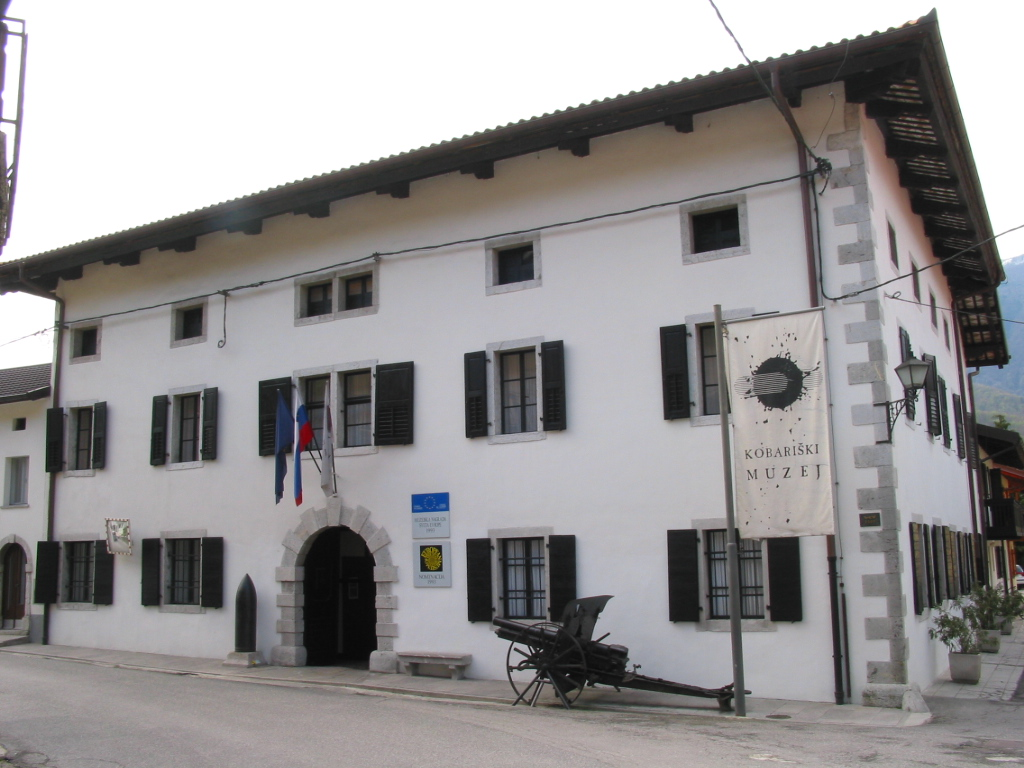
I. világháborús múzeum
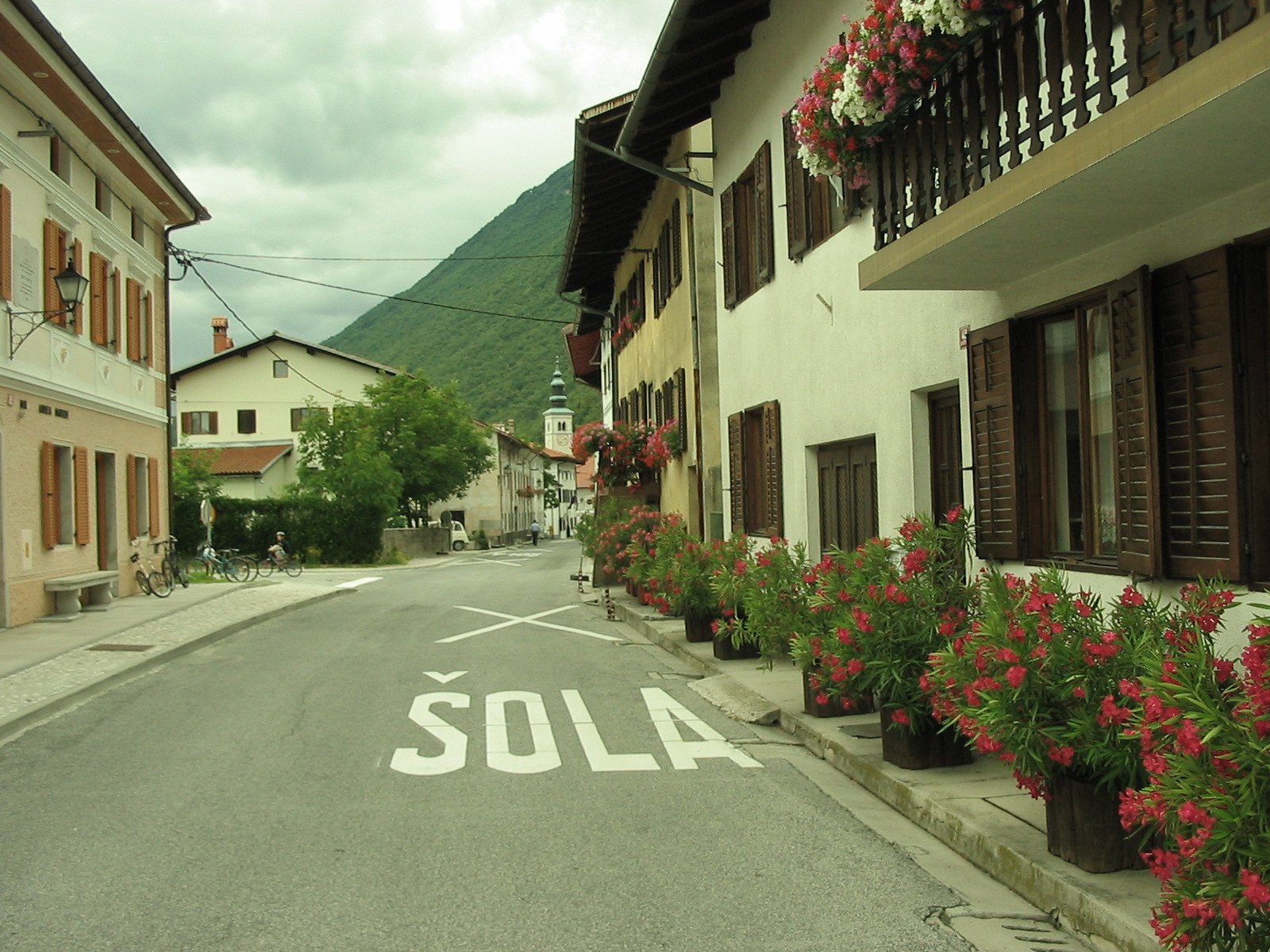
Utcakép
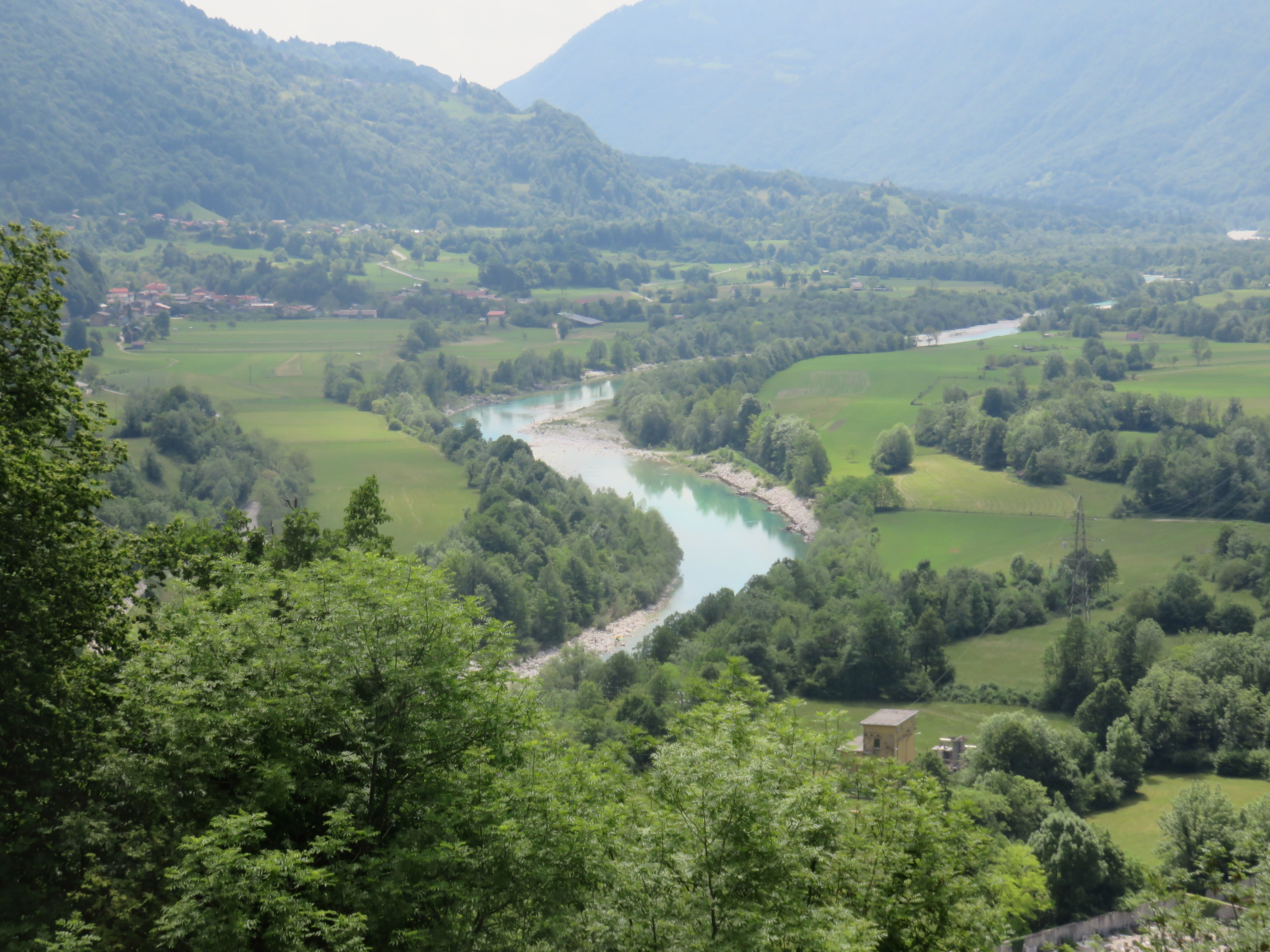
Az Isonzó Kobaridnál

## Lásd még
- Caporettói áttörés